# Jonasz (biskup turowski)
Jonasz (zm. 1522?) – prawosławny biskup turowski.

## Życiorys
Urząd biskupa turowsko-pińskiego objął w 1515, rok po śmierci Arseniusza. W okresie sprawowania przez niego urzędu książę Fiodor Iwanowicz Jarosławicz i jego żona Helena poczynili na rzecz kierowanej przez niego administratury zapisy, które stanowiły następnie podstawę majątku eparchii: trzecią część dóbr turowskich oraz wsie Olhomel, Radziwiłowicze, Simonowicze i Wilcze.
9 lutego 1522, dzięki pomocy Konstantego Ostrogskiego, biskup Jonasz uzyskał od króla Zygmunta I Starego potwierdzenie królewskiego edyktu Aleksandra Jagiellończyka, który potwierdzał wyłączne prawo biskupa turowskiego do decydowania o budowie nowych cerkwi i ich obsadzie.
Jonasz zmarł najprawdopodobniej jeszcze w tym samym roku, gdyż jeszcze w 1522 urząd biskupa turowskiego objął po nim dotychczasowy przełożony Monasteru Leszczyńskiego Makary.